# Al Futuwa Deir ez-Zor
Pour les articles homonymes, voir Al-Futuwwa.
Actualités
Le Al Futuwa Sporting Club (en arabe : نادي الفتوة الرياضي), plus couramment abrégé en Al Futuwa, est un club syrien de football fondé en 1950 et basé à Deir ez-Zor.

## Palmarès
| Compétitions nationales |
| --- |
| - Championnat de Syrie (4) : - Champion : 1989-90, 1990-91, 2022-23 et 2023-24. - Vice-Champion : 1966-67, 1967-68, 1968-69, 1969-70 et 1974-75. - Coupe de Syrie (5) : - Vainqueur : 1987-88, 1988-89, 1989-90, 1990-91 et 2023-24. - Finaliste : 1984-85. |